# Miltogramma jaxartoxiana
Miltogramma jaxartoxiana är en tvåvingeart som beskrevs av Boris Borisovitsch Rohdendorf 1935. Miltogramma jaxartoxiana ingår i släktet Miltogramma och familjen köttflugor.
Artens utbredningsområde är Uzbekistan. Inga underarter finns listade i Catalogue of Life.